# Карасёв, Валерий Николаевич
Вале́рий Никола́евич Карасёв (род. 23 сентября 1946) — советский гимнаст, призёр Олимпийских игр.
Родился в 1946 году в Москве. В 1968 году завоевал серебряную медаль Олимпийских игр в Мехико.
Муж советской олимпийской чемпионки Ольги Карасёвой.